# Patrick Doherty (homme politique)
Patrick Doherty (surnommé Pat Doherty), né le 18 juillet 1945 à Glasgow, est un homme politique républicain nord-irlandais. Il aurait fait partie du Conseil de l'Armée de la Provisional Irish Republican Army, ce qu'il a toujours nié (son frère Hugh Doherty (en) est membre de l'organisation dans les années 1970). Cadre du Sinn Féin à partir de 1979, il en devient le vice-président de 1988 à 2009, où Mary Lou McDonald lui succède. Il participe au processus de paix du Conflit nord-irlandais et devient, après l'Accord du Vendredi saint, membre à la nouvelle Assemblée d'Irlande du Nord. Il est élu de 2001 à 2017 à la Chambre des communes, mais, comme tous les membres du Sinn Féin, refuse d'aller siéger à Londres, ce qui lui permet de cumuler avec la fonction de membre de l'Assemblée d'Irlande du Nord (MLA) jusqu'en 2012.